# 사자를 만나다
"사자를 만나다"(Encounter With A Lion)는 한국에서 제작된 김은호 감독의 2008년 드라마 영화이다. 배선희 등이 주연으로 출연하였다.

## 출연

### 주연
- 배선희
- 김도균

## 기타
- 프로듀서: 용세형
- 조명: 이준일
- 믹싱: 김지환